# (38112) 1999 JZ29
1999 JZ29 (asteroide 38112) é um asteroide da cintura principal. Possui uma excentricidade de 0.16753340 e uma inclinação de 2.86245º.
Este asteroide foi descoberto no dia 10 de maio de 1999 por LINEAR em Socorro.